# Ричи, Ледейл
Ледейл Осаджи Ричи (англ. Ladale Osagie Richie; 31 мая 1988) — ямайский футболист, защитник клуба «Маунт-Плезант» и сборной Ямайки.

## Карьера

### Клубная
В 2011 году Ричи дебютировал в профессиональном футболе в команде «Виилидж Юнайтед».
Проведя за сезон 32 матча, защитник подписал контракт с «Монтего-Бей Юнайтед», в составе которого два раза стал чемпионом Ямайки. Ледейл принял участие в трёх встречах группового этапа Лиги чемпионов КОНКАКАФ 2015/16. 17 августа 2009 года отметился первым забитым мячом.

### В сборной
13 ноября 2016 года Ричи дебютировал в составе сборной Ямайки, выйдя на замену во встрече Карибского кубка 2017 со сборной Суринама. Летом 2017 года защитник был включён в заявку своей команды для участия в Золотом кубке КОНКАКАФ.

## Достижения
«Монтего-Бей Юнайтед»
- Чемпион Ямайки (2): 2013/14, 2015/16